# The Court-Martial of Billy Mitchell
The Court-Martial of Billy Mitchell is een Amerikaanse oorlogsfilm uit 1955 onder regie van Otto Preminger. De film werd destijds in Nederland uitgebracht onder de titel Gedoemd te zwijgen.

## Verhaal
In 1921 wil generaal Billy Mitchell de slagvaardigheid bewijzen van de nog jonge Amerikaanse luchtmacht door een Duits slagschip uit de Eerste Wereldoorlog tot zinken te brengen. Buiten weten van de legerleiding voert hij de test uit. Voor zijn eigengereidheid wordt Mitchell gedegradeerd en overgeplaatst naar Texas. Wanneer hij later openlijk kritiek geeft op de legertop op een persconferentie, moet hij voor de krijgsraad verschijnen.

## Rolverdeling
| Acteur               | Personage                   |
| -------------------- | --------------------------- |
| Gary Cooper          | Kolonel Billy Mitchell      |
| Charles Bickford     | Generaal Jimmy Guthrie      |
| Ralph Bellamy        | Congreslid Frank R. Reed    |
| Rod Steiger          | Majoor Allan Guillion       |
| Elizabeth Montgomery | Margaret Lansdowne          |
| Fred Clark           | Kolonel Moreland            |
| James Daly           | Luitenant Herbert White     |
| Jack Lord            | Luitenant Zachary Lansdowne |
| Peter Graves         | Kapitein Bob Elliott        |
| Darren McGavin       | Kapitein Russ Peters        |
| Robert F. Simon      | Admiraal Gage               |
| Charles Dingle       | Senator Fullerton           |
| Dayton Lummis        | Generaal Douglas MacArthur  |
| Tom McKee            | Kapitein Eddie Rickenbacker |
| Stephen Roberts      | Majoor Carl Spaatz          |

## Prijzen en nominaties
| Jaar | Prijs  | Categorie                | Genomineerde(n)              | Uitslag     |
| ---- | ------ | ------------------------ | ---------------------------- | ----------- |
| 1955 | Oscars | Beste originele scenario | Milton Sperling Emmet Lavery | Genomineerd |